# Fantasie voor pianotrio
Fantasie voor pianotrio is een compositie van Frank Bridge. Het was Bridges bijdrage aan een competitie uitgeschreven door Walter Wilson Corbett. Een van de eisen aan de ingezonden compositie was, dat het werk moest bestaan uit slechts één deel. Bridge schreef echter een vierdelig werk, maar de delen zijn onderling aan elkaar verbonden en ook de themas zijn eigenlijk een lange boog, zodat er toch min of meer sprake was van een eendelig werk. De partituur vermeldde ook geen aparte delen. Bridge won de competitie versie 1907 met deze fantasie voor pianotrio. Hij zou dat later herhalen met zijn tweede strijkkwartet in de versie van 1915.
Het prijzengeld was 50 Britse ponden, een behoorlijk vermogen destijds. Bovendien leidde het winnen tot een publieke uitvoering op 27 april 1909.
Het luchtig klinkende trio bestaat uit de volgende delen:
1. Allegro moderato ma con fuoco,
2. Andante con molto espressione,
3. Allegro scherzoso,
4. Allegro moderato.

Het werk kreeg als officieuze bijtitel Pianotrio nr. 1. Het bleef officieus omdat later ontdekt werd dat Bridges eerste werk dat hij afleverde ook een Pianotrio was; het was toen in 1990 en Bridge was nog student.

## Discografie
- Uitgave Naxos: Jack Liebeck (viool), Alexander Chaushian (cello) en Ashley Wass (piano); opname 2008
- Uitgave Dutton Vocalion: London Bridge Ensemble, opnamen 2007
- Uitgave Hyperion Helios: Dartington pianotrio
- Uitgave British Music Society: Cantamen